# Szkocka Partia Narodowa
Szkocka Partia Narodowa (ang. Scottish National Party (SNP), gael. Pàrtaidh Nàiseanta na h-Alba) – szkocka nacjonalistyczna, socjaldemokratyczna partia polityczna. SNP wspiera i prowadzi kampanię na rzecz niepodległości Szkocji powiązanej z członkostwem w Unii Europejskiej. Jest trzecią co do wielkości partią polityczną pod względem członkostwa w Wielkiej Brytanii, za Partią Pracy i Partią Konserwatywną. Obecny lider Szkockiej Partii Narodowej, John Swinney, pełni funkcję pierwszego ministra Szkocji od 2023 roku.

## Historia
SNP powstała 7 kwietnia 1934 roku w wyniku połączenia Narodowej Partii Szkocji (NSP) i Partii Szkockiej z księciem Montrose Jamesem Graham i Robertem Bontine Cunninghame Graham jako pierwszymi współprezydentami.

## Liderzy

### Liderzy Szkockiej Partii Narodowej
- Sir Alexander MacEwen, 1934–1936
- Andrew Dewar Gibb, 1936–1940
- William Power, 1940–1942
- Douglas Young, 1942–1945
- Bruce Watson, 1945–1947
- Robert McIntyre, 1947–1956
- James Halliday, 1956–1960
- Arthur Donaldson, 1960–1969
- William Wolfe, 1969–1979
- Gordon Wilson, 1979–1990
- Alex Salmond, 1990–2000
- John Swinney, 2000–2004
- Alex Salmond, 2004–2014
- Nicola Sturgeon, 2014–2023
- Humza Yousaf, 2023–2024
- John Swinney, od 2024

### Liderzy Szkockiej Partii Narodowej w Izbie Gmin
- Donald Stewart, 1974–1987
- Margaret Ewing, 1987-1999
- Alasdair Morgan, 1999-2001
- Alex Salmond, 2001–2007
- Angus Robertson, 2007-2017
- Ian Blackford, od 2017

## Wyniki wyborów

### Parlament Szkocki
| Rok  | Lider           | Okręgi wyborcze | Okręgi wyborcze | Dodatkowi członkowie regionalni | Dodatkowi członkowie regionalni | Łączna liczba mandatów | Zmiana | Miejsce | Władza              |
| Rok  | Lider           | %               | Mandaty         | %                               | Mandaty                         | Łączna liczba mandatów | Zmiana | Miejsce | Władza              |
| ---- | --------------- | --------------- | --------------- | ------------------------------- | ------------------------------- | ---------------------- | ------ | ------- | ------------------- |
| 1999 | Alex Salmond    | 28,7%           | 7/73            | 27,3%                           | 28/56                           | 35/129                 |        | 2       | opozycja            |
| 2003 | John Swinney    | 23,7%           | 9/73            | 20,9%                           | 18/58                           | 27/129                 | 8      | 2       | opozycja            |
| 2007 | Alex Salmond    | 32,9%           | 21/73           | 31,0%                           | 26/56                           | 47/129                 | 20     | 1       | rząd mniejszościowy |
| 2011 | Alex Salmond    | 45,4%           | 53/73           | 44,0%                           | 16/56                           | 69/129                 | 22     | 1       | rząd większościowy  |
| 2016 | Nicola Sturgeon | 46,5%           | 59/73           | 41,7%                           | 4/56                            | 63/129                 | 6      | 1       | rząd mniejszościowy |
| 2021 | Nicola Sturgeon | 47,7%           | 62/73           | 40.3%                           | 2/56                            | 64/129                 | 1      | 1       | rząd mniejszościowy |

### Izba Gmin
| Wybory           | Lider                 | Głosy     | Głosy | Mandaty | Mandaty | Miejsce | Miejsce         | Władza   |
| Wybory           | Lider                 | #         | %     | #       | ±       | Szkocja | Wielka Brytania | Władza   |
| ---------------- | --------------------- | --------- | ----- | ------- | ------- | ------- | --------------- | -------- |
| 1935             | Sir Alexander MacEwen | 29 517    | 1,1   | 0/71    |         |         |                 | N/A      |
| 1945             | Douglas Young         | 26 707    | 1,2   | 0/71    |         |         |                 | N/A      |
| 1950             | Robert McIntyre       | 9 708     | 0,4   | 0/71    |         |         |                 | N/A      |
| 1951             | Robert McIntyre       | 7 299     | 0,3   | 0/71    |         |         |                 | N/A      |
| 1955             | Robert McIntyre       | 12 112    | 0,5   | 0/71    |         |         |                 | N/A      |
| 1959             | Jimmy Halliday        | 21 738    | 0,5   | 0/71    |         |         |                 | N/A      |
| 1964             | Arthur Donaldson      | 64 044    | 2,4   | 0/71    |         |         |                 | N/A      |
| 1966             | Arthur Donaldson      | 128 474   | 5,0   | 0/71    |         |         |                 | N/A      |
| 1970             | William Wolfe         | 306 802   | 11,4  | 1/71    | 1       | 4       | 5               | opozycja |
| luty 1974        | William Wolfe         | 633 180   | 21,9  | 7/71    | 6       | 3       | 4               | opozycja |
| październik 1974 | William Wolfe         | 839 617   | 30,4  | 11/71   | 4       | 3       | 4               | opozycja |
| 1979             | William Wolfe         | 504 259   | 17,3  | 2/71    | 9       | 4       | 6               | opozycja |
| 1983             | Gordon Wilson         | 331 975   | 11,7  | 2/72    |         | 5       | 7               | opozycja |
| 1987             | Gordon Wilson         | 416 473   | 14,0  | 3/72    | 1       | 4       | 5               | opozycja |
| 1992             | Alex Salmond          | 629 564   | 21,5  | 3/72    |         | 4       | 7               | opozycja |
| 1997             | Alex Salmond          | 621 550   | 22,1  | 6/72    | 3       | 3       | 5               | opozycja |
| 2001             | John Swinney          | 464 314   | 20,1  | 5/72    | 1       | 3       | 5               | opozycja |
| 2005             | Alex Salmond          | 412 267   | 17,7  | 6/59    | 1       | 3       | 5               | opozycja |
| 2010             | Alex Salmond          | 491 386   | 19,9  | 6/59    |         | 3       | 5               | opozycja |
| 2015             | Nicola Sturgeon       | 1 454 436 | 50,0  | 56/59   | 50      | 1       | 3               | opozycja |
| 2017             | Nicola Sturgeon       | 959 090   | 36,9  | 35/59   | 21      | 1       | 3               | opozycja |
| 2019             | Nicola Sturgeon       | 1 242 380 | 45,0  | 48/59   | 13      | 1       | 3               | opozycja |

### Parlament Europejski
| Rok  | % głosów | Mandaty |
| ---- | -------- | ------- |
| 1979 | 19,4%    | 1/8     |
| 1984 | 17,8%    | 1/8     |
| 1989 | 25,6%    | 1/8     |
| 1994 | 32,6%    | 2/8     |
| 1999 | 27,2%    | 2/8     |
| 2004 | 19,7%    | 2/7     |
| 2009 | 29,1%    | 2/6     |
| 2014 | 29,0%    | 2/6     |
| 2019 | 37,8%    | 3/6     |